# District de Kankintú
Le district de Kankintú est l'une des divisions qui composent la comarque indigène de Ngäbe-Buglé, au Panama.

## Description
Le district a une superficie de 2 420,40 km2 et une population de 33 121 habitants (recensement de 2010), avec une densité de population de 8,13 habitants/km2. Il est situé sur le versant atlantique du Panama, entre la chaîne de montagnes centrale et la mer des Caraïbes, dans la province de Bocas del Toro.

## Division politico-administrative
Le district comprend sept corregimientos :
- Bisira (chef-lieu du district)
- Kankintú (787 habitants en 2008)
- Guoroní
- Mününí
- Piedra Roja
- Calante
- Tolote

## Crédit d'auteurs
- (es) Cet article est partiellement ou en totalité issu de l’article de Wikipédia en espagnol intitulé « Distrito de Kankintú » (voir la liste des auteurs).